# 李华钟
李华钟（1930年9月12日—2018年1月29日），男，广东丰顺人，中国理论物理学家、教育家，中国70年代规范场理论研究的学术带头人之一，中山大学教授。

## 生平
1951年2月，毕业于岭南大学物理系，并留校任教。1954年4月，任中山大学物理系讲师。1978年，晋升为中山大学物理学教授。1980年，任中山大学物理系主任。1981年1月，任中山大学副校长，享受国务院特殊津贴。1983年任中山大学高等学术研究中心主任。2004年，退休。2018年1月29日，因病于广州逝世。